# Selección de fútbol sub-17 de Venezuela
La selección de fútbol sub-17 de Venezuela es el equipo representativo del país en las competiciones oficiales de fútbol de su categoría. Su organización está a cargo de la Federación Venezolana de Fútbol, la cual es miembro de la Confederación Sudamericana de Fútbol y de la FIFA.
La selección de fútbol sub-17 de Venezuela participa cada dos años en el Campeonato Sudamericano de Fútbol Sub-17, clasificatorio para la Copa Mundial de la categoría, torneo internacional en el cual ha participado en dos ocasiones: 2013 y 2023. Su mejor participación en un Sudamericano Sub-17 ha sido en la edición de 2013 cuando alcanzó el subcampeonato de dicho torneo, mientras que su mejor participación en una Copa Mundial ha sido llegar a octavos de final en la edición de 2023.

## Historia
Originalmente, el Campeonato Suramericano de fútbol fue de categoría sub-16 en las ediciones de 1985 y 1986. En el primer certamen —realizado en Argentina entre las ciudades de Buenos Aires y La Plata—, los equipos participantes buscaron dos cupos para la Copa del Mundo de la categoría en China de 1985. «La Vinotinto» confrontó problemas económicos para emprender el viaje a tierras sureñas. Sin suerte, la selección no consiguió ninguna victoria y quedó en el foso de la tabla de clasificación. Esta primera selección fue dirigida por Freddy Elie.
El Campeonato Suramericano se mantuvo en la categoría sub-16 al año siguiente y era clasificatorio para la Copa del Mundo sub-17 de Canadá, en 1987. «La Vinotinto» acudió al certamen y regresó a casa con dos empates —uno ante Brasil—. Este fue el primer torneo en el que Rafael Esquivel viajó como delegado de la Federación Venezolana de Fútbol, organismo del que fue presidente entre 1986 y 2016. La selección fue dirigida por Antonio Cabrujas. «La Vinotinto» se preparó para el Campeonato Suramericano Sub-16 que se realizó en Ecuador en 1988. El objetivo era clasificarse para la Copa del Mundo Sub-17 de Escocia, en 1989. Su preparación fue un poco mejor en comparación con los otros torneos, debido a que jugó cuatro partidos de fogueo, una vez en tierras ecuatorianas. En su plantilla destacó el joven Rafael Dudamel. La suerte no fue distinta y terminó último de grupo.
Venezuela no vio la luz en el Campeonato Suramericano Sub-17 que se realizó en Asunción, Paraguay, en 1991. A partir de ahora, todos los certámenes serían de la categoría sub-17, y atrás quedarían los sub-16 (1985, 1986 y 1988). En el torneo de 1991, «La Vinotinto» perdió sus cuatro partidos y no marcó ningún gol. El Suramericano era clasificatorio para el Mundial de Italia 1991.
El Campeonato Suramericano de Fútbol Sub-17 de Colombia 1993 —realizado en las ciudades de Armenia, Pereira y Tuluá—) fue clasificatorio para la Copa del Mundo de Australia de 1993. «La Vinotinto» nuevamente quedó última de grupo.
Venezuela acudió al Campeonato Suramericano Sub-17 de 1995 en Lima, Perú, con la misión de conseguir un cupo para el Campeonato Mundial de la categoría en Ecuador, en ese mismo año. Los dirigidos de Lino Alonso no pudieron: un empate, dos derrotas y último lugar. Además, fue la primera vez en la historia de la televisión venezolana que se transmitió, en vivo y en directo, un partido de «La Vinotinto» en un sub-17: el canal 8 de Venezolana de Televisión (VTV) llevó las incidencias de los dos primeros partidos (versus Perú y Argentina), pero no así el de Uruguay.
Los dirigidos por Lino Alonso tuvieron un buen balance en el Campeonato Suramericano Sub-17 que se realizó en las ciudades de Encarnación y Asunción, en 1997, y clasificatorio para el Mundial de ese año y de la categoría en Egipto. Aunque el equipo no superó la primera fase, por primera vez en doce años logró ganar algún encuentro, y en esta ocasión por partida doble: Ecuador (2-0) y Perú (1-0).  Este fue el debut de Juan Arango con «La Vinotinto» en un torneo internacional de carácter oficial —en 1996 había formado parte del Mundialito que se jugó en el estadio Brígido Iriarte en El Paraíso, Caracas—.
A «La Vinotinto» no le fue nada bien en el Campeonato Suramericano Sub-17 de Uruguay en 1999: perdió sus cuatro partidos. Así, no fue posible clasificarse para el Mundial de Nueva Zelanda 1999. Sin embargo, por primera vez en la historia, Venezuela logró superar la ronda de grupos de un Campeonato Suramericano de Fútbol Sub-17 en el certamen de Perú 2001, la selección nacional venció a Uruguay (3-2) y Argentina (2-1) para llegar al cuadrangular final. No obstante, no fue posible clasificación al Mundial de Trinidad y Tobago 2001.
Venezuela era la sede original del Campeonato Suramericano de Fútbol Sub-17 de 2003, pero la situación política del país obligó al cambio de sede. Bolivia organizó el torneo y a «La Vinotinto» no le fue nada bien: una victoria, tres derrotas y fuera del camino al Mundial de la categoría en Finlandia.
En 2004 fue la primera vez que Venezuela organizó una edición del Campeonato Suramericano de Fútbol Sub-17: Maracaibo 2005. A pesar de contar con el apoyo del público, al equipo nacional todo le salió mal: perdió sus cuatro partidos y, obviamente, no pudo clasificarse al Mundial de Perú.
En el Campeonato Suramericano Sub-17 de Ecuador 2007, «La Vinotinto» se clasificó por segunda vez a la ronda final. Sin embargo, el equipo no pudo llegar a la Copa del Mundo de Corea del Sur.
El Campeonato Suramericano Sub-17 de Fútbol de 2009 se realizó en Chile, y a «La Vinotinto» le correspondió jugar en la ciudad de Iquique. Sin embargo, el equipo no pudo superar la primera fase. El certamen era clasificatorio para el Mundial de Nigeria 2009.
En el Campeonato Suramericano Sub-17 de Ecuador 2011, «La Vinotinto» perdió sus cuatro partidos y quedó fuera de toda opción para clasificarse a la Copa del Mundo de México 2011.
En 2013 con Rafael Dudamel como técnico, por primera vez «La Vinotinto» se clasificó para una Copa del Mundo de la categoría sub-17: Emiratos Árabes Unidos 2013. El boleto lo consiguió gracias al subcampeonato en el Sudamericano de la categoría de Argentina 2013.
El Campeonato Suramericano Sub-17 de Paraguay 2015 fue clasificatorio para el Mundial de Chile de ese año. Sin embargo, a pesar de dar una buena actuación al superar a Brasil en la fase de grupo y empatar en puntos con Colombia, «La Vinotinto» no superó la ronda de grupos en el torneo jugado en Asunción por diferencial de goles, y por ello no viajó a Santiago. Por las siguientes dos eliminatorias consecutivas, Venezuela no clasificó al mundial, llegando en 2017 a la fase final y obtener el quinto lugar, y en 2019, eliminada en fase de grupos.
En 2023, clasificaron nuevamente a la Copa Mundial tras ocupar la cuarta posición de la clasificación en el hexagonal final del campeonato sudamericano realizado en Ecuador.

## Últimos partidos y próximos encuentros
Actualizado al último partido jugado el 21 de mayo de 2025
| Fecha      | Ciudad       | Local      | Resultado | Visitante              | Competición                         |
| ---------- | ------------ | ---------- | --------- | ---------------------- | ----------------------------------- |
| 27-02-2025 | Luque        | Paraguay   | 0:3       | Venezuela              | Partido amistoso                    |
| 01-03-2025 | Asunción     | Paraguay   | 1:1       | Venezuela              | Partido amistoso                    |
| 17-02-2025 | Barranquilla | Colombia   | 0:1       | Venezuela              | Partido amistoso                    |
| 20-03-2025 | Barranquilla | Colombia   | 0:1       | Venezuela              | Partido amistoso                    |
| 28-03-2025 | Cartagena    | Venezuela  | 2:0       | Bolivia                | Campeonato Sudamericano Sub-17 2025 |
| 01-04-2025 | Cartagena    | Ecuador    | 0:1       | Venezuela              | Campeonato Sudamericano Sub-17 2025 |
| 03-04-2025 | Cartagena    | Venezuela  | 0:1       | Brasil                 | Campeonato Sudamericano Sub-17 2025 |
| 05-04-2025 | Montería     | Venezuela  | 2:2       | Uruguay                | Campeonato Sudamericano Sub-17 2025 |
| 09-04-2025 | Cartagena    | Colombia   | 5:1       | Venezuela              | Campeonato Sudamericano Sub-17 2025 |
| 09-04-2025 | Cartagena    | Venezuela  | 3:0       | Chile                  | Campeonato Sudamericano Sub-17 2025 |
| 19-05-2025 | Rosario      | Venezuela  | 2:2       | Universidad Católica   | Torneo Canteras De America 2025     |
| 20-05-2025 | Rosario      | Venezuela  | 2:2       | Montevideo City Torque | Torneo Canteras De America 2025     |
| 21-05-2025 | Rosario      | Venezuela  | 3:0       | Palmeiras              | Torneo Canteras De America 2025     |
| 22-05-2025 | Rosario      | Venezuela  | 2:1       | México                 | Torneo Canteras De America 2025     |
| 24-05-2025 | Rosario      | Grêmio     | 0:2       | Venezuela              | Torneo Canteras De America 2025     |
| 04-11-2025 | Rayán        | Inglaterra | -:-       | Venezuela              | Copa Mundial Sub-17 de 2025         |
| 07-11-2025 | Rayán        | Egipto     | -:-       | Venezuela              | Copa Mundial Sub-17 de 2025         |
| 10-11-2025 | Rayán        | Venezuela  | -:-       | Haití                  | Copa Mundial Sub-17 de 2025         |

## Uniforme
- Uniforme titular: Camiseta vinotinto, pantalón vinotinto, medias vinotinto.
- Uniforme alternativo: Camiseta blanca, pantalón blanco, medias blancas.

## Jugadores

### Última convocatoria
Los siguientes jugadores fueron convocados para disputar la Copa Mundial de Fútbol Sub-17 de 2023 a celebrarse en Indonesia.
| N.º | Pos. | Jugador               | Fecha de nacimiento (edad)         | Apa. | Goles | Club                           |
| --- | ---- | --------------------- | ---------------------------------- | ---- | ----- | ------------------------------ |
|     | POR  | Salvador Bolívar      | 10 de mayo de 2006 (19 años)       | 0    | 0     | Juveniles Caracas              |
|     | POR  | Jesús Lara            | 20 de julio de 2006 (19 años)      | 3    | 0     | Mineros de Guayana sub-20      |
|     | POR  | Jorge Sánchez         | 30 de septiembre de 2006 (18 años) | 9    | 0     | Deportivo La Guaira sub-20     |
|     |      |                       |                                    |      |       |                                |
|     | DEF  | Luís Balbo            | 28 de marzo de 2006 (19 años)      | 2    | 0     | Famalicão sub-19               |
|     | DEF  | Ángel Borgo           | 10 de julio de 2006 (19 años)      | 11   | 0     | Academia Puerto Cabello sub-20 |
|     | DEF  | Rai Hidalgo           | 14 de febrero de 2006 (19 años)    | 11   | 1     | Academia Puerto Cabello sub-20 |
|     | DEF  | Pablo Ibarra          | 14 de mayo de 2006 (19 años)       | 9    | 0     | IMG Academy                    |
|     | DEF  | Yiandro Raap          | 14 de mayo de 2006 (19 años)       | 2    | 1     | PSV Eindhoven sub-18           |
|     | DEF  | Santiago Silva        | 1 de mayo de 2006 (19 años)        | 9    | 0     | Rayo Vallecano Juvenil "A"     |
|     |      |                       |                                    |      |       |                                |
|     | MED  | Juan Arango Jr.       | 1 de junio de 2006 (19 años)       | 9    | 2     | Girona Juvenil "A"             |
|     | MED  | José Correa           | 25 de marzo de 2006 (19 años)      | 12   | 0     | Nueva Esparta                  |
|     | MED  | Mayken González       | 11 de mayo de 2006 (19 años)       | 6    | 1     | Deportivo La Guaira sub-20     |
|     | MED  | Frangel Huice         | 9 de septiembre de 2005 (19 años)  | 0    | 0     | Universidad Central sub-20     |
|     | MED  | David Martínez        | 7 de febrero de 2006 (19 años)     | 11   | 7     | Monagas                        |
|     | MED  | Nicola Profeta        | 27 de febrero de 2006 (19 años)    | 0    | 0     | Deportivo Cali sub-20          |
|     | MED  | Leenhan Romero        | 1 de noviembre de 2006 (18 años)   | 10   | 0     | Universidad Católica sub-17    |
|     | MED  | Giovanny Sequera      | 14 de febrero de 2006 (19 años)    | 9    | 0     | Metropolitanos sub-20          |
|     | MED  | Miguel Vegas          | 22 de mayo de 2006 (19 años)       | 8    | 0     | Caracas sub-20                 |
|     |      |                       |                                    |      |       |                                |
|     | DEL  | Junior Colina         | 9 de diciembre de 2006 (18 años)   | 11   | 4     | Rayo Zuliano                   |
|     | DEL  | Aaron guerra          | 14 de junio de 2009 (16 años)      | 0    | 0     | Caracas sub-16                 |
|     | DEL  | Alejandro Cichero Jr. | 11 de julio de 2006 (19 años)      | 6    | 1     | Frosinone sub-19               |

### Cuerpo técnico
| Puesto                 | Nombre              |
| ---------------------- | ------------------- |
| General gerente        | Luis Giménez        |
| Seleccionador          | Jhonny Ferreira     |
| Asistente técnico      | Rafael Castellin    |
| Asistente técnico      | Carlojavier Fuhrman |
| Preparador físico      | Ulises Leguizamon   |
| Preparador de arqueros | Hernan Sivira       |
| Médico                 | Edilio Diaz         |

## Entrenadores
| \| - Freddy Elie 1985-1986 - Antonio Cabrujas 1986–1988 - Omar Cubillán 1991 - Pedro Castro 1993 - Augusto Viso 1993 - Lino Alonso 1994–2007 - Daniel De Oliveira 2007-2009 \| - Marcos Mathías 2011 - Rafael Dudamel 2012-2013 - Ceferino Bencomo 2014–2015 - José Hernández 2015–2019 - Damián Ayude 2022 - Fabricio Coloccini 2022–2023 - Ricardo Valiño 2023 - Oswaldo Vizcarrondo 2023-2025 - Jhonny Ferreira 2025- \| | |
| - Freddy Elie 1985-1986 - Antonio Cabrujas 1986–1988 - Omar Cubillán 1991 - Pedro Castro 1993 - Augusto Viso 1993 - Lino Alonso 1994–2007 - Daniel De Oliveira 2007-2009 | - Marcos Mathías 2011 - Rafael Dudamel 2012-2013 - Ceferino Bencomo 2014–2015 - José Hernández 2015–2019 - Damián Ayude 2022 - Fabricio Coloccini 2022–2023 - Ricardo Valiño 2023 - Oswaldo Vizcarrondo 2023-2025 - Jhonny Ferreira 2025- |

## Estadísticas

### Copa Mundial de Fútbol Sub-17
| Año   | Ronda            | Posición     | PJ           | PG           | PE           | PP           | GF           | GC           | Goleador               |
| ----- | ---------------- | ------------ | ------------ | ------------ | ------------ | ------------ | ------------ | ------------ | ---------------------- |
| 1985  | No clasificó     | No clasificó | No clasificó | No clasificó | No clasificó | No clasificó | No clasificó | No clasificó | No clasificó           |
| 1987  | No clasificó     | No clasificó | No clasificó | No clasificó | No clasificó | No clasificó | No clasificó | No clasificó | No clasificó           |
| 1989  | No clasificó     | No clasificó | No clasificó | No clasificó | No clasificó | No clasificó | No clasificó | No clasificó | No clasificó           |
| 1991  | No clasificó     | No clasificó | No clasificó | No clasificó | No clasificó | No clasificó | No clasificó | No clasificó | No clasificó           |
| 1993  | No clasificó     | No clasificó | No clasificó | No clasificó | No clasificó | No clasificó | No clasificó | No clasificó | No clasificó           |
| 1995  | No clasificó     | No clasificó | No clasificó | No clasificó | No clasificó | No clasificó | No clasificó | No clasificó | No clasificó           |
| 1997  | No clasificó     | No clasificó | No clasificó | No clasificó | No clasificó | No clasificó | No clasificó | No clasificó | No clasificó           |
| 1999  | No clasificó     | No clasificó | No clasificó | No clasificó | No clasificó | No clasificó | No clasificó | No clasificó | No clasificó           |
| 2001  | No clasificó     | No clasificó | No clasificó | No clasificó | No clasificó | No clasificó | No clasificó | No clasificó | No clasificó           |
| 2003  | No clasificó     | No clasificó | No clasificó | No clasificó | No clasificó | No clasificó | No clasificó | No clasificó | No clasificó           |
| 2005  | No clasificó     | No clasificó | No clasificó | No clasificó | No clasificó | No clasificó | No clasificó | No clasificó | No clasificó           |
| 2007  | No clasificó     | No clasificó | No clasificó | No clasificó | No clasificó | No clasificó | No clasificó | No clasificó | No clasificó           |
| 2009  | No clasificó     | No clasificó | No clasificó | No clasificó | No clasificó | No clasificó | No clasificó | No clasificó | No clasificó           |
| 2011  | No clasificó     | No clasificó | No clasificó | No clasificó | No clasificó | No clasificó | No clasificó | No clasificó | No clasificó           |
| 2013  | Primera ronda    | 21.º         | 3            | 0            | 0            | 3            | 2            | 9            | Márquez y Caraballo: 1 |
| 2015  | No clasificó     | No clasificó | No clasificó | No clasificó | No clasificó | No clasificó | No clasificó | No clasificó | No clasificó           |
| 2017  | No clasificó     | No clasificó | No clasificó | No clasificó | No clasificó | No clasificó | No clasificó | No clasificó | No clasificó           |
| 2019  | No clasificó     | No clasificó | No clasificó | No clasificó | No clasificó | No clasificó | No clasificó | No clasificó | No clasificó           |
| 2023  | Octavos de final | 16.º         | 4            | 1            | 1            | 2            | 5            | 10           | Romero: 2              |
| 2025  | Clasificó        | Clasificó    | Clasificó    | Clasificó    | Clasificó    | Clasificó    | Clasificó    | Clasificó    | Clasificó              |
| Total | 2/19             | 60.º         | 7            | 1            | 1            | 5            | 7            | 19           | Romero: 2              |

### Campeonato Sudamericano Sub-17
| Año   | Ronda         | Posición | PJ  | PG | PE | PP | GF  | GC  | Goleador                         |
| ----- | ------------- | -------- | --- | -- | -- | -- | --- | --- | -------------------------------- |
| 1985  | Liguilla      | 9.º      | 8   | 0  | 2  | 6  | 2   | 24  | Parra y Carrasco: 1              |
| 1986  | Primera ronda | 10.º     | 4   | 0  | 2  | 2  | 2   | 6   | Rivas y Savarese: 1              |
| 1988  | Primera ronda | 10.º     | 4   | 0  | 0  | 4  | 1   | 11  | Vargas: 1                        |
| 1991  | Primera ronda | 9.º      | 4   | 0  | 0  | 4  | 0   | 8   | -                                |
| 1993  | Primera ronda | 9.º      | 4   | 0  | 1  | 3  | 2   | 8   | Casas y Guevara: 1               |
| 1995  | Primera ronda | 10.º     | 3   | 0  | 1  | 2  | 4   | 14  | Pérez, Urbina, Muinos, y Páez: 1 |
| 1997  | Primera ronda | 7.º      | 4   | 2  | 0  | 2  | 3   | 9   | Tizamo, Arango y Villafraz: 1    |
| 1999  | Primera ronda | 10.º     | 4   | 0  | 0  | 4  | 3   | 14  | Murillo, Quintero, y Presilla: 1 |
| 2001  | Cuarto lugar  | 4.º      | 7   | 2  | 2  | 3  | 10  | 17  | Hernández y Rentería: 2          |
| 2003  | Primera ronda | 6.º      | 4   | 1  | 0  | 3  | 5   | 12  | Arocha: 4                        |
| 2005  | Primera ronda | 10.º     | 4   | 0  | 0  | 4  | 5   | 18  | Colmenares: 2                    |
| 2007  | Fase final    | 5.º      | 9   | 2  | 3  | 4  | 9   | 20  | Del Valle: 3                     |
| 2009  | Primera ronda | 10.º     | 4   | 0  | 1  | 3  | 1   | 6   | Centofani: 1                     |
| 2011  | Primera ronda | 10.º     | 4   | 0  | 0  | 4  | 5   | 10  | Arteaga: 2                       |
| 2013  | Subcampeón    | 2.º      | 9   | 3  | 5  | 1  | 8   | 8   | Ponce: 7                         |
| 2015  | Primera ronda | 7.º      | 4   | 1  | 2  | 1  | 8   | 8   | Chacón: 3                        |
| 2017  | Fase final    | 5.º      | 9   | 3  | 1  | 4  | 8   | 14  | Hurtado: 3                       |
| 2019  | Primera ronda | 8.º      | 4   | 1  | 2  | 1  | 6   | 7   | De Santis: 3                     |
| 2023  | Cuarto lugar  | 4.º      | 9   | 3  | 3  | 3  | 12  | 10  | Martínez: 4                      |
| 2025  | Tercer lugar  | 3.º      | 6   | 3  | 1  | 2  | 9   | 8   | Claut: 4                         |
| Total | 20/20         | 9.º      | 108 | 21 | 26 | 60 | 103 | 232 | Ponce: 7                         |

### Juegos Suramericanos
| Año   | Ronda                                | Posición                             | PJ                                   | PG                                   | PE                                   | PP                                   | GF                                   | GC                                   | Goleador                             |
| ----- | ------------------------------------ | ------------------------------------ | ------------------------------------ | ------------------------------------ | ------------------------------------ | ------------------------------------ | ------------------------------------ | ------------------------------------ | ------------------------------------ |
| 1978  | Solo participaron selecciones sub-20 | Solo participaron selecciones sub-20 | Solo participaron selecciones sub-20 | Solo participaron selecciones sub-20 | Solo participaron selecciones sub-20 | Solo participaron selecciones sub-20 | Solo participaron selecciones sub-20 | Solo participaron selecciones sub-20 | Solo participaron selecciones sub-20 |
| 1982  | Solo participaron selecciones sub-20 | Solo participaron selecciones sub-20 | Solo participaron selecciones sub-20 | Solo participaron selecciones sub-20 | Solo participaron selecciones sub-20 | Solo participaron selecciones sub-20 | Solo participaron selecciones sub-20 | Solo participaron selecciones sub-20 | Solo participaron selecciones sub-20 |
| 1986  | Solo participaron selecciones sub-20 | Solo participaron selecciones sub-20 | Solo participaron selecciones sub-20 | Solo participaron selecciones sub-20 | Solo participaron selecciones sub-20 | Solo participaron selecciones sub-20 | Solo participaron selecciones sub-20 | Solo participaron selecciones sub-20 | Solo participaron selecciones sub-20 |
| 1990  | Solo participaron selecciones sub-20 | Solo participaron selecciones sub-20 | Solo participaron selecciones sub-20 | Solo participaron selecciones sub-20 | Solo participaron selecciones sub-20 | Solo participaron selecciones sub-20 | Solo participaron selecciones sub-20 | Solo participaron selecciones sub-20 | Solo participaron selecciones sub-20 |
| 1994  | Subcampeón                           | 2.°                                  | 4                                    | 3                                    | 0                                    | 1                                    | 9                                    | 5                                    | Rojas: 3                             |
| 2010  | No participó                         | No participó                         | No participó                         | No participó                         | No participó                         | No participó                         | No participó                         | No participó                         | No participó                         |
| 2014  | No participó                         | No participó                         | No participó                         | No participó                         | No participó                         | No participó                         | No participó                         | No participó                         | No participó                         |
| 2018  | Solo participaron selecciones sub-20 | Solo participaron selecciones sub-20 | Solo participaron selecciones sub-20 | Solo participaron selecciones sub-20 | Solo participaron selecciones sub-20 | Solo participaron selecciones sub-20 | Solo participaron selecciones sub-20 | Solo participaron selecciones sub-20 | Solo participaron selecciones sub-20 |
| 2022  | Solo participaron selecciones sub-20 | Solo participaron selecciones sub-20 | Solo participaron selecciones sub-20 | Solo participaron selecciones sub-20 | Solo participaron selecciones sub-20 | Solo participaron selecciones sub-20 | Solo participaron selecciones sub-20 | Solo participaron selecciones sub-20 | Solo participaron selecciones sub-20 |
| 2026  | Por disputarse                       | Por disputarse                       | Por disputarse                       | Por disputarse                       | Por disputarse                       | Por disputarse                       | Por disputarse                       | Por disputarse                       | Por disputarse                       |
| Total | 1/3                                  | -º                                   | 4                                    | 3                                    | 0                                    | 1                                    | 9                                    | 5                                    | Rojas: 3                             |

### Juegos Bolivarianos
| Año   | Ronda                                   | Posición                                | PJ                                      | PG                                      | PE                                      | PP                                      | GF                                      | GC                                      | Goleador                                        |
| ----- | --------------------------------------- | --------------------------------------- | --------------------------------------- | --------------------------------------- | --------------------------------------- | --------------------------------------- | --------------------------------------- | --------------------------------------- | ----------------------------------------------- |
| 1938  | Solo participaron selecciones absolutas | Solo participaron selecciones absolutas | Solo participaron selecciones absolutas | Solo participaron selecciones absolutas | Solo participaron selecciones absolutas | Solo participaron selecciones absolutas | Solo participaron selecciones absolutas | Solo participaron selecciones absolutas | Solo participaron selecciones absolutas         |
| 1947  | Solo participaron selecciones absolutas | Solo participaron selecciones absolutas | Solo participaron selecciones absolutas | Solo participaron selecciones absolutas | Solo participaron selecciones absolutas | Solo participaron selecciones absolutas | Solo participaron selecciones absolutas | Solo participaron selecciones absolutas | Solo participaron selecciones absolutas         |
| 1951  | Solo participaron selecciones absolutas | Solo participaron selecciones absolutas | Solo participaron selecciones absolutas | Solo participaron selecciones absolutas | Solo participaron selecciones absolutas | Solo participaron selecciones absolutas | Solo participaron selecciones absolutas | Solo participaron selecciones absolutas | Solo participaron selecciones absolutas         |
| 1961  | Solo participaron selecciones absolutas | Solo participaron selecciones absolutas | Solo participaron selecciones absolutas | Solo participaron selecciones absolutas | Solo participaron selecciones absolutas | Solo participaron selecciones absolutas | Solo participaron selecciones absolutas | Solo participaron selecciones absolutas | Solo participaron selecciones absolutas         |
| 1965  | Solo participaron selecciones absolutas | Solo participaron selecciones absolutas | Solo participaron selecciones absolutas | Solo participaron selecciones absolutas | Solo participaron selecciones absolutas | Solo participaron selecciones absolutas | Solo participaron selecciones absolutas | Solo participaron selecciones absolutas | Solo participaron selecciones absolutas         |
| 1970  | Solo participaron selecciones absolutas | Solo participaron selecciones absolutas | Solo participaron selecciones absolutas | Solo participaron selecciones absolutas | Solo participaron selecciones absolutas | Solo participaron selecciones absolutas | Solo participaron selecciones absolutas | Solo participaron selecciones absolutas | Solo participaron selecciones absolutas         |
| 1973  | Solo participaron selecciones absolutas | Solo participaron selecciones absolutas | Solo participaron selecciones absolutas | Solo participaron selecciones absolutas | Solo participaron selecciones absolutas | Solo participaron selecciones absolutas | Solo participaron selecciones absolutas | Solo participaron selecciones absolutas | Solo participaron selecciones absolutas         |
| 1977  | Solo participaron selecciones absolutas | Solo participaron selecciones absolutas | Solo participaron selecciones absolutas | Solo participaron selecciones absolutas | Solo participaron selecciones absolutas | Solo participaron selecciones absolutas | Solo participaron selecciones absolutas | Solo participaron selecciones absolutas | Solo participaron selecciones absolutas         |
| 1981  | Solo participaron selecciones absolutas | Solo participaron selecciones absolutas | Solo participaron selecciones absolutas | Solo participaron selecciones absolutas | Solo participaron selecciones absolutas | Solo participaron selecciones absolutas | Solo participaron selecciones absolutas | Solo participaron selecciones absolutas | Solo participaron selecciones absolutas         |
| 1985  | Solo participaron selecciones sub-20    | Solo participaron selecciones sub-20    | Solo participaron selecciones sub-20    | Solo participaron selecciones sub-20    | Solo participaron selecciones sub-20    | Solo participaron selecciones sub-20    | Solo participaron selecciones sub-20    | Solo participaron selecciones sub-20    | Solo participaron selecciones sub-20            |
| 1993  | Tercer lugar                            | 3.°                                     | 4                                       | 2                                       | 1                                       | 1                                       | 6                                       | 5                                       | Sin datos                                       |
| 1997  | Tercer lugar                            | 3.°                                     | 4                                       | 1                                       | 2                                       | 1                                       | 8                                       | 7                                       | Sin datos                                       |
| 2001  | Tercer lugar                            | 3.°                                     | 4                                       | 1                                       | 2                                       | 1                                       | 6                                       | 6                                       | Sin datos                                       |
| 2005  | Subcampeón                              | 2.°                                     | 5                                       | 2                                       | 1                                       | 2                                       | 6                                       | 6                                       | Colmenares: 5                                   |
| 2009  | Tercer lugar                            | 3.°                                     | 4                                       | 0                                       | 2                                       | 2                                       | 4                                       | 6                                       | Aristeguieta, García, Suárez y González: 1      |
| 2013  | Primera ronda                           | 5.°                                     | 2                                       | 0                                       | 1                                       | 1                                       | 1                                       | 2                                       | Ponce: 1                                        |
| 2017  | Tercer lugar                            | 3.º                                     | 5                                       | 2                                       | 1                                       | 2                                       | 5                                       | 5                                       | Barragán, Makoun, Godoy, García y Echeverría: 1 |
| 2022  | No participó                            | No participó                            | No participó                            | No participó                            | No participó                            | No participó                            | No participó                            | No participó                            | No participó                                    |
| 2024  | Por disputarse                          | Por disputarse                          | Por disputarse                          | Por disputarse                          | Por disputarse                          | Por disputarse                          | Por disputarse                          | Por disputarse                          | Por disputarse                                  |
| 2025  | Por disputarse                          | Por disputarse                          | Por disputarse                          | Por disputarse                          | Por disputarse                          | Por disputarse                          | Por disputarse                          | Por disputarse                          | Por disputarse                                  |
| Total | 7/8                                     | -º                                      | 27                                      | 8                                       | 9                                       | 9                                       | 36                                      | 35                                      | Colmenares: 5                                   |

## Palmarés
- Campeonato Sudamericano de Fútbol Sub-17:
  -  Subcampeón (1): 2013.[7]
  -  Tercer lugar (1):  2025.
- Juegos Suramericanos:
  -  Medalla de plata (1): 1994.[8]
- Juegos Bolivarianos:
  -  Medalla de plata (1): 2005.[9]
  -  Medalla de bronce (5): 1993, 1997, 2001, 2009 y 2017.[9]

### Amistosos
- 25th International Youth Soccer: 2023.[10]
- Torneo Canteras de América Copa Oro: 2025
- Torneo de Desarrollo UEFA/CONMEBOL: 2025